# Feldbahn Rigeo–Eretria
| Feldbahnlok O&K 1339/1904 im Eisenbahnmuseum Athen |                     |                                              |                                              |
| Streckenverlauf |                     |                                              |                                              |
| Streckenlänge: | 8,4 km              |                                              |                                              |
| Spurweite: | 600 mm (Schmalspur) |                                              |                                              |
| |                     |                                              |                                              |
| \| \| \| Rigeo Thessalische Eisenbahn Volos–Kalambaka \| \| \| \| 5,5 \| Rigeo (Ρήγαιο) Umladerampe (Γύφτικα) \| Rigeo (Ρήγαιο) Umladerampe (Γύφτικα) \| \| \| \| Sarigoles (Σαρίγκολες) \| \| \| \| 0 \| Eretria Berg- und Pochwerk Gyftika (Γύφτικα) \| Eretria Berg- und Pochwerk Gyftika (Γύφτικα) \| \| \| \| Platanorrema (Πλατανόρρεμα) \| \| \| \| 2,9 \| Kedororrachi (Κεδρόρραχη), Bergwerke \| Kedororrachi (Κεδρόρραχη), Bergwerke \| |                     |                                              |                                              |
| Bahnhof quer (Strecke außer Betrieb) |                     | Rigeo Thessalische Eisenbahn Volos–Kalambaka | Rigeo Thessalische Eisenbahn Volos–Kalambaka |
| Kopfbahnhof Streckenanfang (Strecke außer Betrieb) | 5,5                 | Rigeo (Ρήγαιο) Umladerampe (Γύφτικα)         | Rigeo (Ρήγαιο) Umladerampe (Γύφτικα)         |
| Strecke (außer Betrieb) |                     | Sarigoles (Σαρίγκολες)                       | Sarigoles (Σαρίγκολες)                       |
| Bahnhof (Strecke außer Betrieb) | 0                   | Eretria Berg- und Pochwerk Gyftika (Γύφτικα) | Eretria Berg- und Pochwerk Gyftika (Γύφτικα) |
| Strecke (außer Betrieb) |                     | Platanorrema (Πλατανόρρεμα)                  | Platanorrema (Πλατανόρρεμα)                  |
| Kopfbahnhof Streckenende (Strecke außer Betrieb) | 2,9                 | Kedororrachi (Κεδρόρραχη), Bergwerke         | Kedororrachi (Κεδρόρραχη), Bergwerke         |

Die Feldbahn Rigeo–Eretria war eine 8,4 Kilometer lange Feldbahn mit einer Spurweite von 600 mm vom Bahnhof Rigeo (Ρήγαιο) an der Volos–Kalambaka-Bahn zu den Bergwerken bei Eretria Larisas (Ερέτρια Λάρισας) im Regionalbezirk Larisa in Griechenland.

## Geschichte
Die Familie Apostolidis erwarb bereits vor 1870 das Landgut Eretria Larisas (ehemals Tsifliki Tsangli, Τσιφλίκι Τσαγκλί). Auf diesem Grundstück entdeckte Christos Apostolidis († 1879) schwarzes, feuerfestes Chromit und erhielt 1870 von den örtlichen türkischen Behörden in Ioannina eine vorübergehende und 1872 die endgültige Lizenz für die Ausbeutung der Mine. Die Ausbeutung der Lagerstätte Gyptika (Γύφτικα) begann 1880 und dauerte mit vielen Unterbrechungen bis 1993. Das Erz wurde in einer Tiefe von etwa 150 bis 200 m unter Tage abgebaut und in Hunten mit einer Winde an die Oberfläche gebracht.
Das Chromerz war von ausgezeichneter Qualität und wurde nach Deutschland, England und Spanien exportiert. Nach der Sortierung und der Anreicherung wurde es auf die größeren Wagen der Feldbahn verladen und zum Bahnhof bei Rigeo transportiert. Dort wurde es in die Meterspur-Wagen der Thessalischen Eisenbahnen umgeladen und zum Hafen von Volos transportiert, von wo aus es vor allem nach Deutschland verschifft wurde.

## Streckenverlauf
Die Feldbahn hatte zwei Teilstrecken. Eine 5,5 km lange Strecke verlief von Gyftika nach Nordwesten zum Bahnhof der Thessalischen Eisenbahnen und die andere 2,9 km lange Strecke von Gyftika nach Süden zu den Bergwerken von Kedororrachi (Κεδρόρραχη).

## Lokomotiven
Es gab drei Dampflokomotiven mit den Namen Perikles (Περικλής),  Tsangli (Τσαγγλί) und Mairi (Μαίρη), die ursprünglich schwarz lackiert waren, sowie eine Deutz-Diesellok. Im Hinterhof des Eisenbahnmuseums Athen sind noch die beiden zweiachsigen Dampflokomotiven O&K 1339/1904 und Jung 4665/1929 sowie die Deutz-Diesellok der Feldbahn erhalten.

## Betrieb
Ein Zug bestand normalerweise aus der Lokomotive und 8 vollen Wagen, die von mehreren Bremsern mit Handbremsen gebremst wurden, oder etwa 10 bis 15 leeren Wagen. Es gab auch einen Personenwagen mit Sitzbänken für die Geschäftsleitung und deren Gäste.